# 醋羟丁酸
醋羟丁酸（也称为4-乙酰基丁酸，4-acetoxybutanoic acid，或4-羟基丁酸乙酸酯，4-hydroxybutyric acid acetate），分子式C6H10O4，可看做γ-羟基丁酸的乙酸酯，是一种从未上市的镇痛药。